# Lišov (Slovacchia)
Lišov (in ungherese Lissó) è un comune della Slovacchia facente parte del distretto di Krupina, nella regione di Banská Bystrica.